# Juan José Cáceres
Juan José Cáceres (Dock Sud, 1 de junho de 2000) é um futebolista argentino naturalizado paraguaio que atua como lateral-direito. Atualmente, joga pelo Dínamo de Moscou e pela Seleção Paraguaia.

## Carreira
Cáceres iniciou sua formação no Boca Juniors, onde permaneceu por oito anos até se transferir, em 2017, para a base do Racing Club. Em 2019, ganhou notoriedade por um desentendimento durante um treino com o atacante Ricardo Centurión.
Estreou pelo time principal do Racing em novembro de 2020, após figurar no banco em uma partida contra o Colón, válida pela Primera División. Sua estreia ocorreu em partida contra o Arsenal de Sarandí.
Em 2023, foi emprestado ao Lanús, onde ganhou sequência e se destacou como titular. Em 2025, o clube adquiriu seus direitos em definitivo, mas, meses depois, foi negociado com o Dínamo de Moscou, da Premier League Russa, assinando contrato até o final de 2029.

## Seleção Paraguaia
Filho de paraguaios, Cáceres optou por representar a Seleção Paraguaia. Estreou em 2023 e, até junho de 2025, somava 11 partidas oficiais.

## Vida pessoal
Cáceres é descendente de paraguaios.
Em agosto de 2020, testou positivo para COVID-19, embora não tenha apresentado sintomas.

## Títulos
Racing Club
- Troféu dos Campeões da Liga Profissional: 2022[10][4]